# Žalman & spol.
Žalman & spol. je česká folková kapela.
První vystoupení tria „Žalmanův jihočeský výběr“ (Pavel Lohonka, Pavlína Jíšová a Antonín Hlaváč) proběhlo na festivalu Porta v Plzni roku 1982. Skupina se později přejmenovala na dnešní název Žalman & spol. 

## Členové
- Pavel Žalman Lohonka – zpěv, kytara
- Michaela Hálková (dříve Krmíčková) – zpěv, flétny, foukací harmoniky
- Petr Novotný – basová kytara, klávesy, zpěv
- Petr Havrda – elektrická kytara, zpěv

## Diskografie

### Studiová alba
- Žalman & spol. (1987)
- Jantarová země (1990)
- Hodina usmíření (1991)
- Když Bůh Jihočechy stvořil (1992, sprostonárodní písně spolu s Minnesengry)
- Tu neděli po ránu (1992)
- Jantarová země (1993)
- Písně sebrané pod stolem (1993)
- Pocestný do sedmýho nebe (1995)
- Sbohem romantiko (1997)
- Láska a smrt (1998)
- …v roce jedna (2001)
- Nápis na štítu domu (2004)
- Cestující muž (2016)
- Všechno je teď (2021)

### Kompilační alba
- Ve znamení ryb (2000)
- Žalman / výběr nejlepších nahrávek (2002, 2 CD)
- Všech vandráků múza (2007)
- Mezi kameny (2008)
- Příběhy (2010)
- Moje nevšední roky (2018, 2 CD - Písně deštěm ohraný, Zavěšený kafe)
- Tak jsme vandrovali… / Alba a singly 1985–1991 (2021, reedice alb Jantarová země a Hodina usmíření)

### Živá alba
- Živě na Moravě (1996)
- Živě v Telči (2013)

### Ostatní alba
- Potlach v mé duši (1994)
- Hej dum dá (2005, spolu s Minnesengry)
- Zatracený písně (2006)
- 5+1 (2010)
- Budějky (2011)